# Saint-Georges-Montcocq
Saint-Georges-Montcocq is een gemeente in het Franse departement Manche (regio Normandië). De plaats maakt deel uit van het arrondissement Saint-Lô. Saint-Georges-Montcocq telde op 1 januari 2022 983 inwoners.

## Geografie
De oppervlakte van Saint-Georges-Montcocq bedroeg op 1 januari 2022 8,94 vierkante kilometer; de bevolkingsdichtheid was toen 110 inwoners per km².

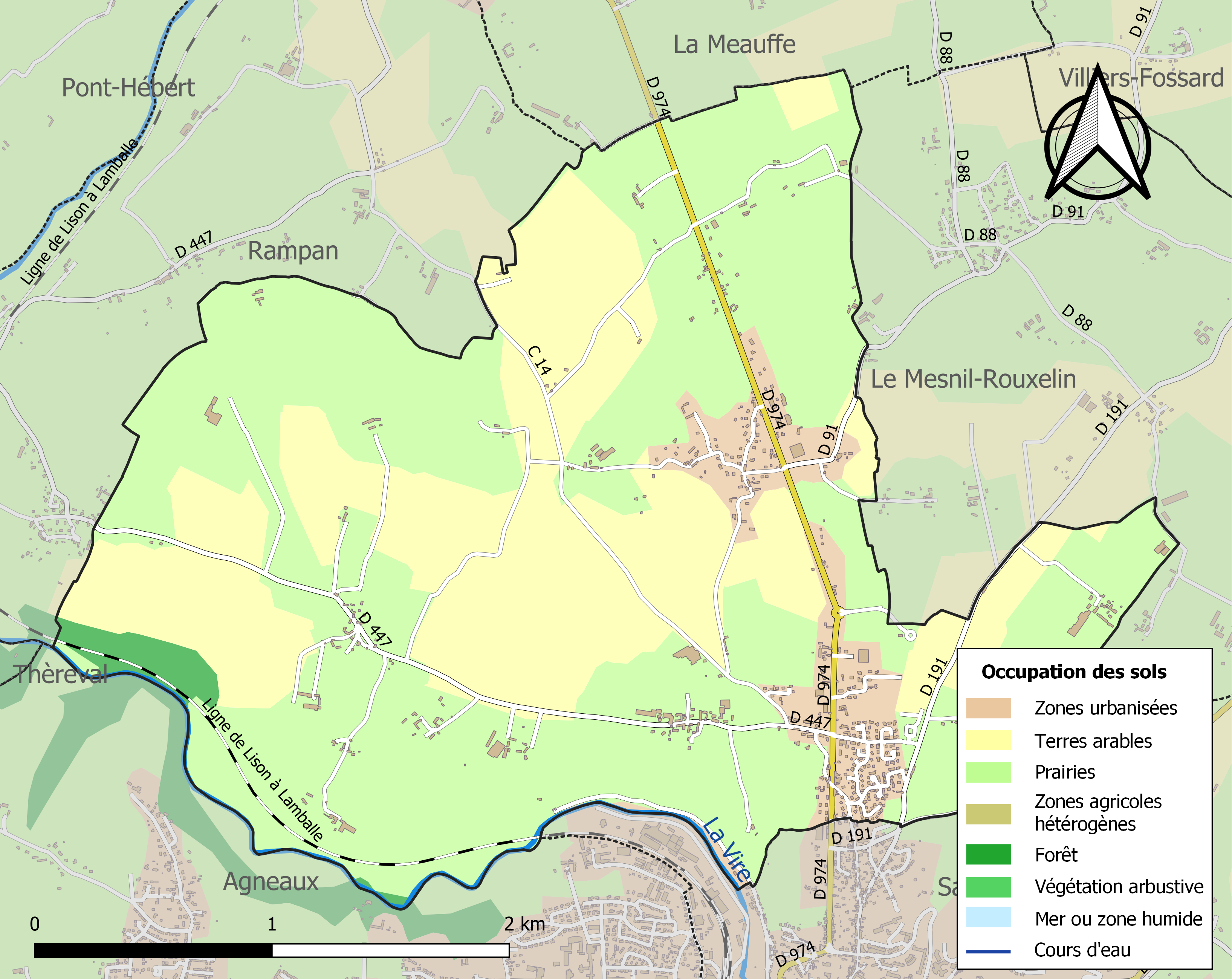
Kaart van de gemeente met de belangrijkste infrastructuur, bodemgebruik en omliggende gemeenten

## Demografie
Onderstaande figuur toont het verloop van het inwonertal (bron: INSEE-tellingen).